# Оливандър
Гарик Оливандър е известен майстор на магически пръчки в света на фентъзи поредицата Хари Потър. Магазинът му се намира на улица Диагон-Али. Повечето англичани предпочитат да купуват своите пръчки от него. Той е и създателят на пръчката на Хари Потър, направена от бодлива зеленика, с дължина от 27,5 см (11 инча). Когато му я дава, той му казва, че в нея има перо от феникс, който е дал само още едно перо, намиращо се в пръчката на Лорд Волдемор. Едва по-късно Хари разбира, че въпросният феникс е Фоукс, птицата на Албус Дъмбълдор.
В четвъртата книга той е един от съдиите в магическия турнир, организиран в Хогуортс. В Хари Потър и Нечистокръвния принц се споменава, че магазинчето му е затворило врати, а самия той е изчезнал безследно. В последната книга от поредицата става ясно, че Лорд Волдемор го е заточил в имението на семейство Малфой заедно с Луна Лъвгуд. Впоследствие той е спасен от домашното духче Доби, и подарява нова магическа пръчка на Луна в знак на благодарност, че е поддържала настроението му докато са били затворени в имението.